# L'Homme à cheval
L'Homme à cheval ("Mannen till häst") är en roman från 1943 av den franske författaren Pierre Drieu la Rochelle. Den utspelar sig i Bolivia och handlar om en diktator som försöker skapa ett imperium. Romanen utforskar författarens idéer om den politiska drivkraftens beståndsdelar och ursprung. Bokens allegoriska berättande, intrikata handling och romantiska glöd gör att den avviker från Drieus tidigare romaner, som är skrivna i en realistisk stil och till stor del är självbiografiska. Den första upplagan av L'homme à cheval gavs ut i mars 1943 och den andra i juli samma år.